# Edging
«Edging» —en español: «Control del orgasmo»— es una canción grabada por la banda de rock estadounidense Blink-182. La canción fue lanzada el 14 de octubre de 2022 a través de Columbia Records. Este fue su primer lanzamiento desde Dogs Eating Dogs de 2012 que presenta al guitarrista fundador Tom DeLonge, quien dejó la banda de 2015 a 2022. Fue escrita por DeLonge, el bajista Mark Hoppus y el baterista Travis Barker, el último de los cuales también produjo la canción.

## Antecedentes
La canción presenta voces de intercambio de DeLonge y Hoppus, como en sencillos anteriores. Sobre la producción de la canción, Barker ofreció: "Quería imaginarme como oyente lo que quería experimentar y, al mismo tiempo, como miembro de la banda, lo que queríamos hacer y decir y, lo que es más importante, cómo sonaría en términos de producción en 2022". La canción se abre con tambores con bridas. En la canción, Hoppus canta: "Sé que hay un lugar especial en el infierno / Que mis amigos y yo conocemos bien / Hay un lugar perfecto para ir / Cuando es hora de perder el control". Aunque el título de la canción se refiere a la práctica sexual, la letra de la canción no hace referencia directa a ella.
La banda anunció por primera vez la canción con un video promocional anunciando su reunión con DeLonge el 11 de octubre, con más clips compartidos en TikTok.

## Video musical
El video musical de la canción fue dirigido por Cole Bennett y producido a través de su estudio Lyrical Lemonade. En el clip, se ve a la banda tocando la canción en un carnaval en ruinas rodeado de personas disfrazadas de conejos, a quienes luego proceden a asesinar con cuchillos arrojadizos.